# Mostki (Tarnopol)
Mostki – przysiółek wsi Tarnopol w Polsce, położony w województwie podlaskim, w powiecie hajnowskim, w gminie Narewka. Leży nad Zalewem Siemianówka.
W latach 1975–1998 przysiółek administracyjnie należał do województwa białostockiego.